# Nigüella
Nigüella (aragónul Nuella) település Spanyolországban,  Zaragoza tartományban. Nigüella Ricla, Arándiga, Brea de Aragón, Mesones de Isuela és Épila községekkel határos. Lakosainak száma 62 fő (2024).

## Népesség
A település népessége az utóbbi években az alábbiak szerint változott:
| Lakosok száma | 117  | 97   | 91   | 84   | 74   | 80   | 69   | 62   | 59   | 62   |
|               | 2001 | 2004 | 2007 | 2009 | 2012 | 2014 | 2017 | 2019 | 2022 | 2024 |